# نیشی‌آیزو، فوکوشیما
نیشی‌آیزو، فوکوشیما (به لاتین: Nishiaizu, Fukushima) یک منطقهٔ مسکونی در ژاپن است که در استان فوکوشیما واقع شده‌است. نیشی‌آیزو ۲۹۸٫۱۳ کیلومترمربع مساحت و ۶٬۶۹۵ نفر جمعیت دارد.